# Campeonato Mundial de Taekwondo de 1993
El XI Campeonato Mundial de Taekwondo se realizó en Nueva York (Estados Unidos) entre el 19 y el 21 de agosto de 1993 bajo la organización de la Federación Mundial de Taekwondo (WTF) y la Federación Estadounidense de Taekwondo.
En el evento tomaron parte 663 atletas de 83 delegaciones nacionales. Las competiciones se desarrollaron en la arena Madison Square Garden.

## Medallistas

### Masculino
| Evento | Oro                           | Plata                           | Bronce                                                            |
| ------ | ----------------------------- | ------------------------------- | ----------------------------------------------------------------- |
| –50 kg | Chin Seung-Tae Corea del Sur  | Gergely Salim Dinamarca         | Carlos Ayala Yee · México · Eamon Nolan · Canadá                  |
| –54 kg | Javier Argudo · España        | Alyson Yamaguti · Brasil        | Hyon Lee · Estados Unidos · Rubén Palafox · México                |
| –58 kg | Kim In-Kyung Corea del Sur    | Sayed Najem · Canadá            | Walter Dean Vargas Filipinas Wong Ching Beng Malasia              |
| –64 kg | Kim Byong-Cheol Corea del Sur | Milton Iwama · Brasil           | David Kang · Estados Unidos · Francisco Javier Zas Couce · España |
| –70 kg | Park Se-Jin Corea del Sur     | Victor Luke · Canadá            | Aziz Acharki · Alemania · Mustafa Dağdelen · Turquía              |
| –76 kg | Lim Young-Ho Corea del Sur    | Liu Tsu-Len China Taipéi        | Andreas Pilavakis · Chipre · Ahmed Zahran · Egipto                |
| –83 kg | Mikaël Meloul Francia         | Víctor Estrada Garibay · México | Luis Noguera · Venezuela · John Wright Díaz · España              |
| +83 kg | Kim Je-Kyoung Corea del Sur   | Ali Şahin Turquía               | Emmanuel Oghenejobo Nigeria Thierry Troudart Francia              |

### Femenino
| Evento | Oro                             | Plata                               | Bronce                                                      |
| ------ | ------------------------------- | ----------------------------------- | ----------------------------------------------------------- |
| –43 kg | Isabel Cruzado · España         | Rahmi Kurnia Indonesia              | Gonca Güler Turquía Vicky Slane Estados Unidos              |
| –47 kg | You Su-Mi Corea del Sur         | Águeda Pérez López · México         | Inas el-Said Anis · Egipto · Gülnur Yerlisu · Turquía       |
| –51 kg | Tang Hui-Wen China Taipéi       | Elisabet Delgado · España           | Diane Murray Estados Unidos Won Sun-Jin Corea del Sur       |
| –55 kg | Lee Seung-Min Corea del Sur     | Nuray Deliktaş Turquía              | Sarah Maitimu · Países Bajos · Cathrin Vetter · Alemania    |
| –60 kg | María Jesús Santolaria · España | Park Kyung-Suk Corea del Sur        | Mariana Agüero Argentina Ineabella Díaz Puerto Rico         |
| –65 kg | Kim Mi-Young Corea del Sur      | Morfu Drosidu · Grecia              | Tsai Pei-Shan · China Taipéi · Carolina Bejarano · Colombia |
| –70 kg | Park Eun-Sun Corea del Sur      | Ekaterina Bassi · Grecia            | Hsu Ju-Ya · China Taipéi · Veera Liukkonen · Finlandia      |
| +70 kg | Jung Myoung-Sook Corea del Sur  | Adriana Carmona Gutiérrez Venezuela | Elisávet Mystakidu · Grecia · Anna Widehov · Suecia         |

## Medallero
| Núm. | País           | Oro | Plata | Bronce | Total |
| ---- | -------------- | --- | ----- | ------ | ----- |
| 1    | Corea del Sur  | 11  | 1     | 1      | 13    |
| 2    | España         | 3   | 1     | 2      | 6     |
| 3    | China Taipéi   | 1   | 1     | 2      | 4     |
| 4    | Francia        | 1   | 0     | 1      | 2     |
| 5    | Turquía        | 0   | 2     | 3      | 5     |
| 6    | México         | 0   | 2     | 2      | 4     |
| 7    | Canadá         | 0   | 2     | 1      | 3     |
| 7    | Grecia         | 0   | 2     | 1      | 3     |
| 9    | Brasil         | 0   | 2     | 0      | 2     |
| 10   | Venezuela      | 0   | 1     | 1      | 2     |
| 11   | Dinamarca      | 0   | 1     | 0      | 1     |
| 11   | Indonesia      | 0   | 1     | 0      | 1     |
| 13   | Estados Unidos | 0   | 0     | 4      | 4     |
| 14   | Alemania       | 0   | 0     | 2      | 2     |
| 14   | Egipto         | 0   | 0     | 2      | 2     |
| 16   | Argentina      | 0   | 0     | 1      | 1     |
| 16   | Chipre         | 0   | 0     | 1      | 1     |
| 16   | Colombia       | 0   | 0     | 1      | 1     |
| 16   | Filipinas      | 0   | 0     | 1      | 1     |
| 16   | Finlandia      | 0   | 0     | 1      | 1     |
| 16   | Malasia        | 0   | 0     | 1      | 1     |
| 16   | Nigeria        | 0   | 0     | 1      | 1     |
| 16   | Países Bajos   | 0   | 0     | 1      | 1     |
| 16   | Puerto Rico    | 0   | 0     | 1      | 1     |
| 16   | Suecia         | 0   | 0     | 1      | 1     |
|      | TOTAL          | 16  | 16    | 32     | 64    |